# Кельское плато
Кельское вулканическое нагорье (Кельское плато) (груз. ყელის ზეგანი, осет. Хъелы фæз) — высокогорное плато на Большом Кавказе, в Грузии и Южной Осетии, преимущественно с южной стороны Главного Кавказского хребта на высотах от 1600 до 3700 м над уровнем моря (в среднем — 2600-3000 м).

## Физико-географическое описание
Большая часть территории плато покрыта и выровнена молодыми (позднеплейстоцен-голоценовыми) лавовыми потоками. Над поверхностью плато возвышается несколько десятков вулканических конусов, в понижениях рельефа располагаются многочисленные ледниковые и лавово-подпрудные озёра.
С запада Кельское нагорье ограничено долинами рек Ерманыдон (Эрмани) и Каласанидон (бассейн р.Большая Лиахви), с востока охватывает верховья р. Белая Арагви, район Крестового перевала и горнолыжного курорта Гудаури. На севере лавовые потоки конуса Восточный Хорисар спустились в долину р. Терек (Трусовское ущелье), образовав в ней на протяжении нескольких километров узкий каньон (теснина Касара). В южной части региона, в верхнем течении р. Ксани (Чисандон) также известно несколько небольших вулканов (Цителихати и др.).
К наиболее крупным озёрам Кельского нагорья относятся: Келистба (осет. Хъелыцад) — в юго-западной части региона, Арчвебистба (Треугольное) — в его центре, Келицад — на северо-востоке, Лагатисар — на северо-западе, Шавжарские озера — на юго-востоке. На плато берёт начало множество рек, в том числе Ксани (Чисандон), Белая Арагви, и Дескохирдон (река бассейна Большой Лиахви).
Наиболее доступные маршруты подъема на Кельское плато:
1. Из ущелья р. Белая Арагви по левому борту долины р. Арагвистави (из Грузии).
2. Из долины р. Ерманыдон на Кельский перевал (из Южной Осетии).
3. По долине р. Ксани (Чисандон) к озеру Келистба (из Южной Осетии).

Район плато хорошо подходит для проведения горных походов невысоких категорий сложности.

## Геологическое строение и история вулканизма
Кельское нагорье, наряду с Эльбрусом и Казбеком, представляет один из крупнейших центров новейшего вулканизма на Большом Кавказе.
Фундамент региона слагают терригенно-осадочные толщи поздней юры — раннего мела (тектоническая зона Южного склона Большого Кавказа), представленные глинистыми сланцами, песчаниками, реже мергелями и известняками.
Согласно полученным в последние годы изотопно-геохронологическим данным, вулканическая активность на Кельском нагорье развивалась в конце плейстоцена—голоцене (в течение последних 250 тыс. лет). Новейший вулканизм Кельского нагорья относится к ареальному типу: на небольшой территории (примерно 30х25 км) здесь сосредоточено 35 отдельных вулканических аппаратов, представленных преимущественно лавовыми конусами и экструзивными куполами, редко шлаковыми конусами. Наиболее крупными вулканами являются Диди-Непискало (Шерхота, Сырх Арагвинский) высотой 3694 м, Патара-Непискало (Мепискало, Семь Братьев) высотой 3519 м, Кели (3608 м), Восточный Хорисар (3275 м) и Южный Нарванхох (3247 м). Состав изверженных пород обычно отвечает дацитам, реже андезитам, трахиандезитам и риолитам. Результаты K-Ar изотопного датирования показывают, что вулканическая активность на Кельском нагорье протекала дискретно, в течение трёх оторванных друг от друга во времени импульсов магматизма (245—170, 135-70 и менее 30 тыс. лет назад). Самые поздние извержения в регионе связаны с активностью вулканов Шадилхох (центр извержения Ходжского потока), Кели, Южный Нарванхох, Северный Нарванхох, Плоская Вершина и Восточный Хорисар. Возможный голоценовый возраст последних извержений, имевших место в этой части региона, позволил рассматривать Кельское нагорье, как потенциально-активный вулканический центр. Детальная вулканологическая карта Кельского нагорья доступна по ссылке.
В долинах рек по периферии Кельского нагорья (Дескохирдон, Ерманыдон, Ксани, Белая Арагви, Хадисхеви, Байдара, Эсикомидон) наблюдаются многочисленные выходы минеральных вод на поверхность (нарзаны). Наиболее обильны они в Трусовском ущелье, в месте, где Терек входит в теснину Касара. Кроме того здесь, а также в долине р. Байдара под Крестовым перевалом развиты травертины.
Три вулканических конуса на Кельском нагорье названы в честь известных советских геологов-вулканологов, исследователей Большого Кавказа (Ф. Ю. Левинсона-Лессинга, Н. М. Дзоценидзе, Н. Н. Схиртладзе).